# Vilnios šlaitai ties Pūčkoriais
Vilnios šlaitai ties Pūčkoriais este o arie protejată (sit de importanță comunitară — SCI) din Lituania întinsă pe o suprafață de 15,2 ha, integral pe uscat.

## Localizare
Centrul sitului Vilnios šlaitai ties Pūčkoriais este situat la coordonatele 54°41′11″N 25°21′38″E / 54.6865°N 25.3605°E.

## Înființare
Situl Vilnios šlaitai ties Pūčkoriais a fost declarat sit de importanță comunitară în august 2016 pentru a proteja 1 specie de plante și 2 specii de animale.

## Biodiversitate
Situată în ecoregiunea boreală, aria protejată conține 4 habitate naturale: Fânețe de joasă altitudine (Alopecurus pratensis, Sanguisorba officinalis), Păduri caducifoliate de mlaștină fino-scandinave, Păduri pe pante, grohotișuri și ravene de Tilio-Acerion, Păduri aluvionare cu Alnus glutinosa și Fraxinus excelsior (Alno-Padion, Alnion incanae, Salicion albae).
La baza desemnării sitului se află mai multe specii protejate:
- plante (1): turiță (Agrimonia pilosa)
- nevertebrate (2): fluturele purpuriu (Lycaena dispar), Ophiogomphus cecilia

Pe lângă speciile protejate, pe teritoriul sitului au mai fost identificate 2 specii de amfibieni.